# Katia Landréas
Katia Landréas est écrivain, et auteur dans l'industrie musicale.

## Discographie

### Musique
Auteur
- 2004: Jenifer, Ma révolution, Le Passage (album)
- 2005: Grégory Lemarchal, Une Vie Moins Ordinaire, Je deviens moi
- 2006: Grégory Lemarchal, Écris l'histoire (avec Davide Esposito)
- 2008: Cléopâtre (comédie musicale), Mon Amour
- 2014: Les Prêtres, Amen (album des Prêtres)
- 2016: Patricia Kaas, Ma Tristesse Est N'Importe Où
- 2018: Johnny Hallyday, Mon pays c'est l'amour

## Œuvres

### Publications
Roman
- 2001: Je hais le dimanche, avec Garance de Mirbeck
- 2023: Skate Therapy, éditions Take off[2],[3]

Nouvelles
- 2006: Bordel au stade n°5", Flammarion
- 2008: Bordel, la jeune fille n°8", Flammarion
- 2013: Bordel en chanson", Stephane Million éditeur

## Filmographie

### Série télévisée
- Banja